# Фролова Майя Флорівна
Фроло́ва Майя Флорівна (6 січня 1931, місто Сміла — 14 квітня 2013, місто Черкаси) — українська дитяча письменниця, прозаїк, лауреат літературної премії імені Володимира Короленка, член Національної спілки письменників України.

## Життєпис
Майя Флорівна народилася 6 січня 1931 року у місті Сміла на Черкащині у різнонаціональній сім'ї. Батько — Флор Лепешко — українець, колишній відповідальний секретар смілянської районної газети «Червоний стяг» (нині — «Смілянські обрії»), мати — Броніслава Броніславівна — чистокровна полька, дворянка за походженням.
У рідному місті жила та навчалася до третього класу, але початок другої світової війни все змінив. Спочатку її відправляють до бабусі до Сибіру, згодом вся родина евакуюється до Чувашії, потім знову переїздять до Сибіру, і лише по закінченню Корсунь-Шевченківської битви Майя знову повертається до рідної Сміли. У школі навчалася добре, закінчивши її із срібною медаллю, але вже не у рідному місті, а у львівському Дрогобичі.
Після школи вступила до Чернівецького університету на факультет російської філології, який закінчила 1955 року.
Вийшовши заміж за військового прокурора та народивши двох доньок, Майя Флорівна знову долає тисячі кілометрів по колишньому Радянському Союзу: Москва, Магадан, Владивосток, Грузія, Далекий Схід. Працювала редактором книжкових видавництв у Москві, Магадані, у радіокомітеті Владивостоку.
1971 року Майя Фролова стає членом Спілки письменників СРСР. 1972 року, маючи у своєму доробку кілька книг, на запрошення та за клопотанням Миколи Негоди переїздить із Грузії до Черкас.
14 квітня 2013 року письменниця пішла з життя. Похована Майя Флорівна у місті Черкаси.

## Творчість
1960 року з'явилася перша публікація письменниці. Це було невелике оповідання про мужність одного з льотчиків, який воював у Єгипті.
1962 року Майя Фролова розпочала свою літературну творчість. Саме тоді у Магаданському книжковому видавництві вийшла її книга для дітей молодшого віку «Солнечная Северяния».
Про всі поневіряння, про тяжкі часи евакуації та роки воєнного дитинства написано у повісті «Над Тавдой-рекой» (1964), а також у оповіданнях «Доня», «Спасибо вам, люди!», «Улица Шолом-Алейхема», «Капель», «Дети войны».
Пізніше з'являються книги для дітей старшого віку: «Задумайся о себе» (1978), «Ау, мама!…» (1979), «А вы мне — кто?» (1984), «Весенний коридор» (1986), «Девочка, которая придумала себя» (1987), «Не спеши становиться на колени…» (1989), «Найди меня, мама!» (1995), «Де народився, там і згодився» (2001), «Капризуля» (1999), «М'яч у піднебессі» (2007).
У нещодавно написаних спогадах для дітей про ностальгію («Де народився, там і згодився») авторка зізнається:
|  | Яким щастям було, коли мене запросили до Черкас. Тяжіння до рідної землі, де пуп закопаний, я відчувала завжди. Тут створювалася Спілка письменників України, треба було мати десять членів Спілки, стільки їх ще не набиралось. Дали квартиру, і я довгі місяці спала на матраці, покладеному на книжки, а молодша донька — на залізному солдатському ліжку, що подарувала добра знайома (старша донька в той час вже навчалася в Москві). Чоловіка ж не звільнили одразу від служби. |

Творчий доробок М. Ф. Фролової складає більше 30 книг оповідань та повістей. Майже усі книги написані російською мовою, так як вона довгий час змушена була жити далеко від України. Її твори — про дітей і адресовані насамперед дітям. Письменницю дуже хвилює доля дітей та підлітків.
Понад 35 років Майя Флорівна керувала літературно-творчим гуртком «Пегасик» у Черкаській обласній бібліотеці для дітей.
Фролова Майя — лауреат літературної премії імені Володимира Короленка (1995) за роман «Современная девочка» і повість «Весенний коридор». Повість «Задумайся о себе», рекомендована на конкурс видавництвом «Веселка», виборола першу премію, а «Капризуля» без відома авторки у дні слов'янської культури була визнана кращою дитячою книжкою.
Майя Флорівна нагороджена медаллю «Ветеран праці».

## Перелік книг
- (рос.)А вы мне — кто?: повесть/ Майя Фролова. — Дн.: Промінь, 1984. — 174 с.
- (рос.)Ау, мама!: рассказы, повесть/ Майя Фролова. — Д.: Промінь, 1979. — 159 с.
- (рос.)Весенний коридор: повести/ Майя Фролова.– М.: Детская литература, 1986.– 176 с.
- (рос.)Гвардейская шапочка: повести и рассказы/ Майя Фролова. — К. : Веселка, 1981. — 142 с.
- (рос.)Гуси — красные лапки…: повесть/ Майя Фролова. — М.: Детская литература, 1983.– 110 с.
- Де народився, там і згодився: дітам та дорослим про ностальгію/ Майя Фролова. — Черкаси: [Б.в.] , 2003. — 24 с.
- (рос.) Девочка, которая придумала себя: повести/ Майя Фролова. — К.: Веселка, 1987. — 142 с.
- (рос.)Дети войны: рассказы/ Майя Фролова. — Черкассы, [ Б. и.], 2006. — 75 с.
- (рос.)Есть на свете разные страны: повесть; рассказы/ Майя Фролова.– Владивосток: Дальневосточное кн. изд-во, 1969.– 143 с.
- (рос.)Задумайся о себе: повести/ Майя Фролова. — Д.: Промінь, 1984. — 174 с.
- (рос.)Капризуля: [повесть] / Майя Фролова. — Черкаси: [ІНДІТЕХІМ] , 1999. — 64 с.
- (рос.)Козырка: повесть/ Майя Фролова. — К.: Веселка, 1983. — 102 с.
- (рос.)Маленькие повести/ Майя Фролова. — Черкассы: Интеграл — Техноимпекс, 2006. — 92 с.
- (рос.)Мальчики, любите девочек! Атас!: повесть/ Майя Фролова. — Черкассы: [Б.и.] , 2003. — 76 с.
- М'яч у піднебессі: повість/ Майя Фролова. — Черкаси: [Інтеграл — Техноімпекс], 2008. — 67 с.
- (рос.) Над Тавдой — рекой: повесть/ Майя Фролова. — К.: Веселка, 1964. — 74 с.
- (рос.)Найди меня, мама: повесть/ Майя Фролова. — К.: Веселка, 1995. — 222 с.
- (рос.)Не спеши становиться на колени…: рассказы, повести/ Майя Фролова. — Д. : Промінь, 1989. — 246 с.
- (рос.)Отчим: повесть / Майя Фролова. — Черкассы: Интеграл — Техноимпекс, 2005. — 149 с.
- (рос.)Побаски кошки Мотьки: рассказ/ Майя Фролова. — Черкассы: [ Б.и.], 2003. — 30 с.
- (рос.)Повести и рассказы / Майя Фролова. — Черкассы: Интеграл — Техноимпекс, 2007. — 116 с.
- (рос.)Современная девочка: роман/ Майя Фролова. — М.: Детская литература, 1977. — 206 с.
- (рос.)Солдатом буду я!: повесть/ Майя Фролова. — К.: Веселка, 1986. — 39 с.
- (рос.)Солнечная Северяния: рассказы, повесть/ Майя Фролова. — Магадан, кн. изд-во, 1970. — 128 с
- (рос.)Счастье — оно какое?: повести, рассказы/ Майя Фролова. — Хабаровск, кн. изд-во, 1977. — 144 с.